# Cornovecchio
Cornovecchio est une commune italienne située dans la province de Lodi, en Lombardie.

## Culture
L'unique monument du petit village est son église paroissiale, reconstruite en 1772. Elle comporte une statue de la Vierge qui date de 1750.

## Administration
| Période                                  | Période  | Identité            | Étiquette     | Qualité |
| ---------------------------------------- | -------- | ------------------- | ------------- | ------- |
| 1945                                     | 1946     | Angelo Bernocchi    |               | Maire   |
| 1946                                     | 1951     | Giuseppe Bastia     |               | Maire   |
| 1951                                     | 1980     | Bassano Squintani   |               | Maire   |
| 1980                                     | 1991     | Roberto Fusarpoli   |               | Maire   |
| 1991                                     | 1992     | Enrico Lorenzini    |               | Maire   |
| 1992                                     | 2006     | Piero Luigi Bianchi |               | Maire   |
| 2006                                     | 2016     | Giuseppe Bragalini  |               | Maire   |
| 2016                                     | En cours | Veronica Piazzoli   | Liste Civique | Maire   |
| Les données manquantes sont à compléter. |          |                     |               |         |

### Hameaux
Lardera, Goretti.

### Communes limitrophes
Pizzighettone, Maleo, Crotta d'Adda, Meleti, Corno Giovine, Caselle Landi.